# بیورن کیوس
بیورن کیوس (به نروژی: Bjørn Kjos) (زاده ۱۹ ژوئن ۱۹۴۶) کارآفرین، خلبان، وکیل، نویسنده و مدیر ارشد اجرایی نروژی است، که در حال حاضر به‌عنوان مدیر عامل اجرایی شرکت نروژین ایر شاتل فعالیت می‌کند.